# Impulse Records
Impulse Records är ett jazzskivbolag startat 1961 av Creed Taylor som ett dotterbolag till ABC-Paramount Records, baserat i New York. Skivbolaget gav under 60-talet ut flera klassiska inspelningar, ofta producerade av Bob Thiele, bland andra John Coltranes A Love Supreme som släpptes 1965. Syftet med bolaget var att ge ut ny och utmanande jazzmusik, ofta det som kommit att kallas frijazz. 
Impulse ger numera endast ut återutgivningar. Bolaget ingår i dag i Verve Music Group som ägs av Universal Music Group.

## Artister som spelat in för Impulse Records
- John Coltrane
- Coleman Hawkins
- Archie Shepp
- Gabor Szabo
- Alice Coltrane
- Quincy Jones
- Pharoah Sanders
- Oliver Nelson
- Charles Mingus
- Sonny Rollins
- McCoy Tyner
- Yusef Lateef
- Chico Hamilton
- Keith Jarrett